# Dornwang

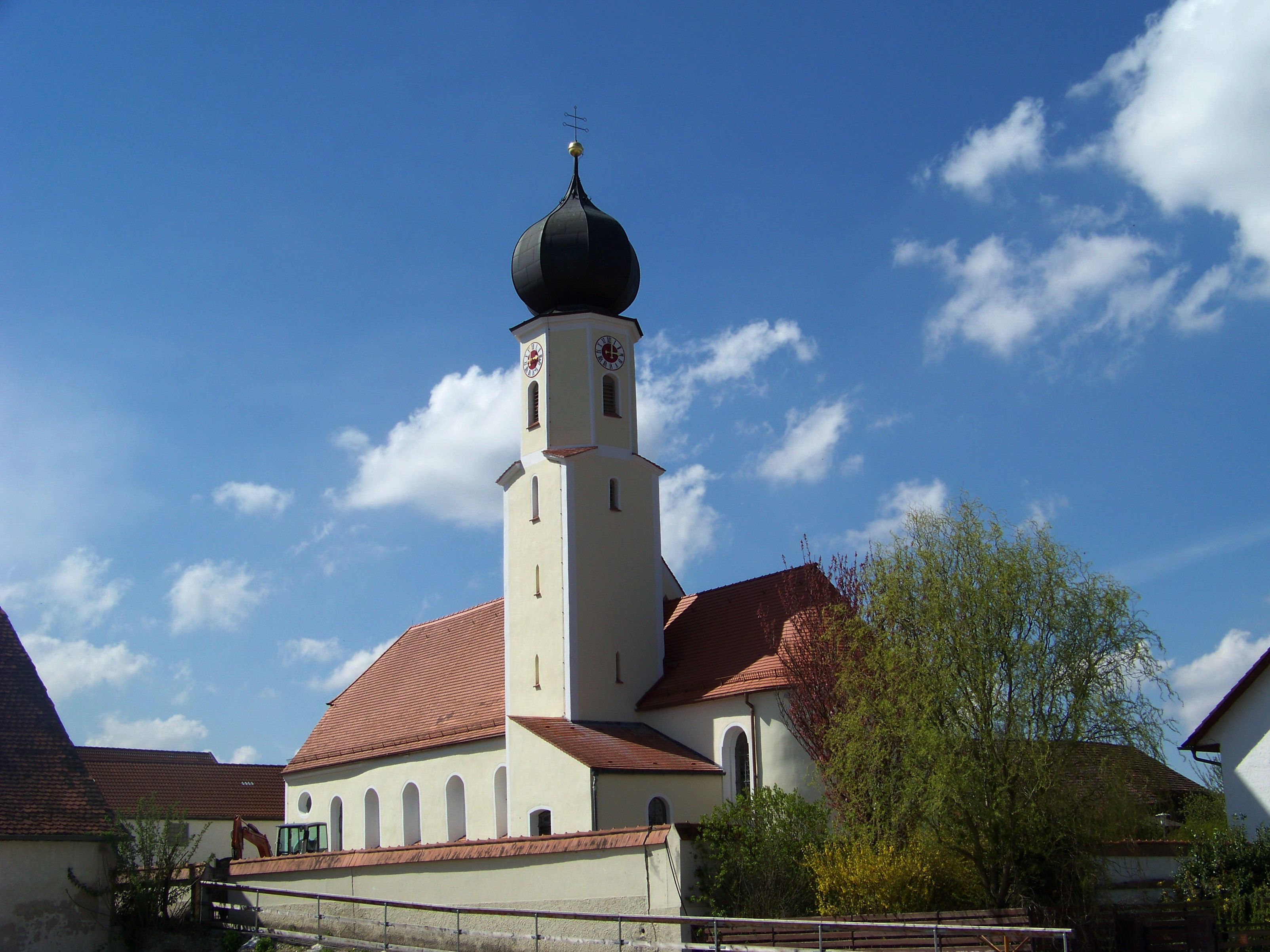
Die Expositurkirche St. Martin

Die ehemalige Gemeinde Dornwang im damaligen Landkreis Dingolfing

Dornwang ist ein Ortsteil und eine Gemarkung der Gemeinde Moosthenning im niederbayerischen Landkreis Dingolfing-Landau. Bis 1972 bildete es eine selbstständige Gemeinde.

## Geographie
Dornwang liegt etwa vier Kilometer westlich von Moosthenning und etwa drei Kilometer nordwestlich von Dingolfing am Rande des Isartals.
Rund 600 Meter südlich des Ortes steht innerhalb der Gemarkung Dornwang eine Feldkapelle mit dem Namen Mooskapelle oder Kapelle bei den Streichenröhren in der Flur Mittelgrund.

## Geschichte
Der Ort wurde 1264 erstmals urkundlich erwähnt, als Bischof Leo von Regensburg dem Friedrich von Dornwang eine Hube zuteilte. Damals bestand hier eine Grundherrschaft des Hochstifts Regensburg. Der Hausname „Ammerbauer“ benennt den einstigen „Amthof“ als Mittelpunkt der zeitgenössischen Rechts- und Verwaltungsorganisation. Dornwang bildete eine Obmannschaft im Amt Teisbach des Landgerichts Teisbach. Im Konskriptionsjahr 1752 bestand der Ort aus 26 Anwesen.

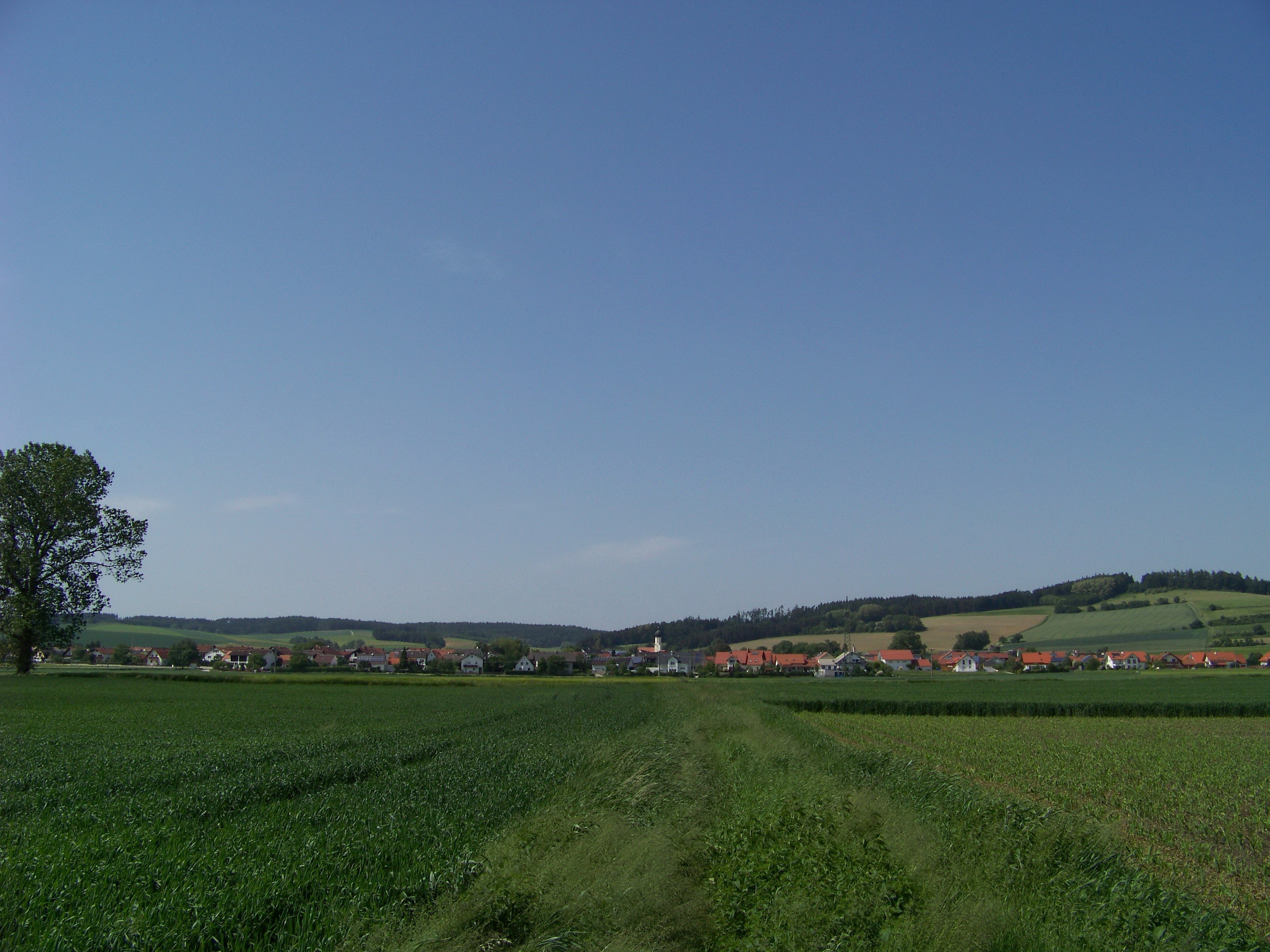
Dornwang von Süden

Der Freiherr von Axter hatte in Dornwang Hofmarksuntertanen, für die das am 14. Juli 1820 bestätigte Patrimonialgericht II. Klasse Dornwang errichtet wurde, das seinen Sitz in Landshut bzw. Oberaichbach hatte. Die Gerichtsrechte des Freiherrn von Axter wurden bereits am 8. Juli 1823 eingezogen und seine Hintersassen von der Universität Landshut gekauft.

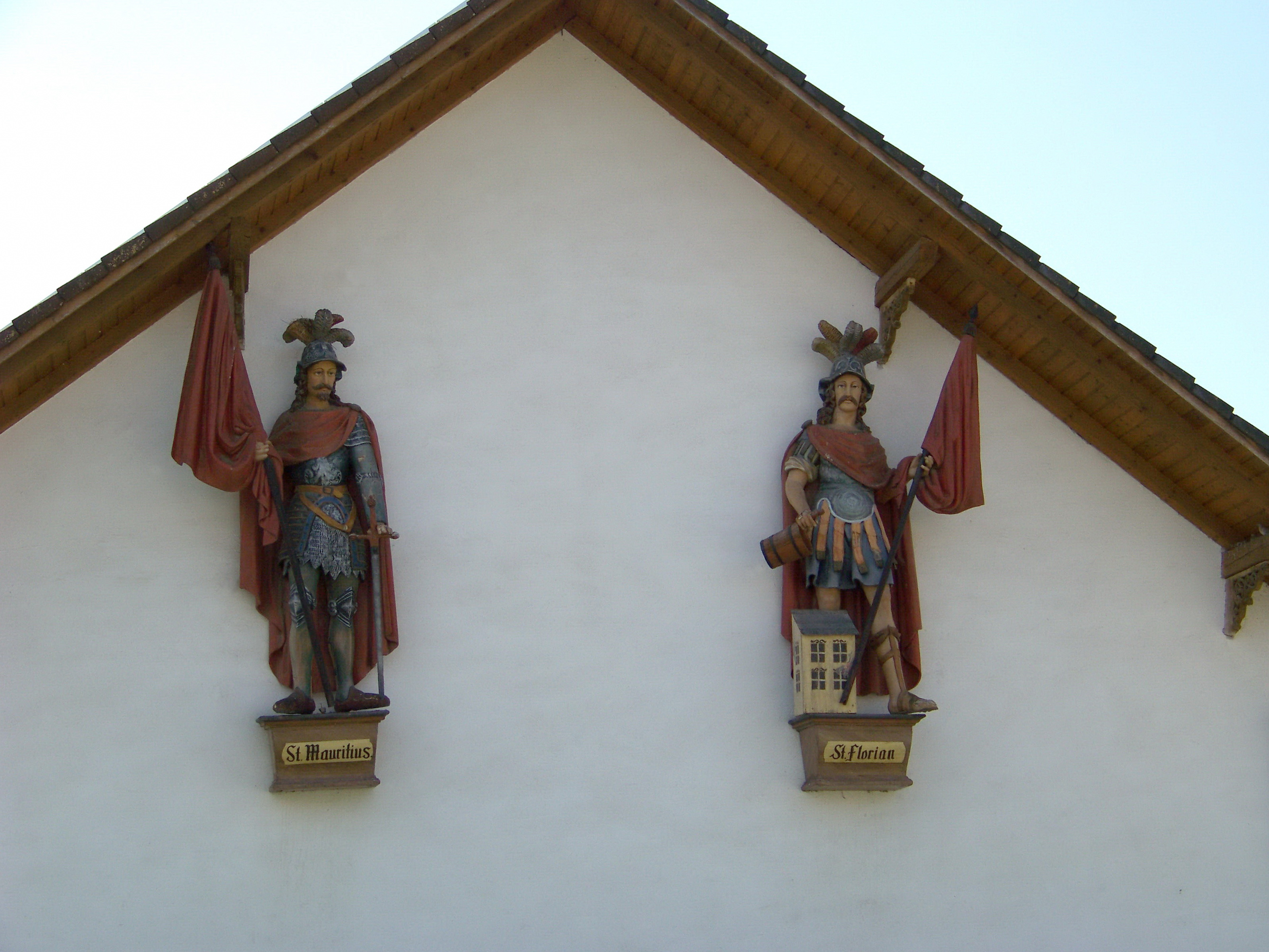
St. Florian u. St. Mauritius

Im Jahr 1808 entstand der Steuerdistrikt Dornwang und daraus zehn Jahre später die landgerichtische Gemeinde Dornwang. Besonders hervorgehoben wurde die treffliche Pferdezucht. Eine große Brandkatastrophe legte 1870 das ganze Dorf in Schutt und Asche. Im Zuge der Gebietsreform erfolgte am 1. Januar 1972 die Zusammenlegung der Gemeinde Dornwang mit der Gemeinde Lengthal, die mit Wirkung zum 1. Mai 1978 in die Gemeinde Moosthenning eingegliedert wurde.
Die ehemalige Gemeinde, die in der räumlichen Ausdehnung weitgehend der heutigen Gemarkung gleichen Namens entspricht, hatte eine Fläche von 863,27 Hektar. Sie hatte außer dem Pfarrdorf Dornwang keine weiteren Ortsteile. Das Dorf hatte 664 Einwohner zur Volkszählung am 25. Mai 1987.

## Sehenswürdigkeiten
- Expositurkirche St. Martin. Das romanische Bauwerk aus dem 12. Jahrhundert mit gotischem Turm wurde durch die Barockisierung im 18. Jahrhundert stark verändert. Bedeutsam sind zwei Figuren im Chorbogen aus spätgotischer Zeit, Johannes der Täufer und St. Martin.
- Am Sturmhof stehen die Heiligenfiguren St. Florian und St. Mauritius aus der Zeit um 1680, die dem Barockaltar der Stadtpfarrkirche zu Dingolfing entstammen.

## Bildung und Erziehung
- Kindergarten Dornwang

## Vereine
- DJK Dornwang 1960
- Freiwillige Feuerwehr Dornwang
- KLJB Dornwang
- Katholischer Kirchenchor Dornwang
- Katholischer Deutscher Frauenbund Dornwang
- Landfrauen Dornwang
- MMC Dornwang
- OGV Dornwang
- Schützenverein Edelweiß Dornwang
- Ochsenverein Dornwang